# Félix Moloua
Félix Moloua (...) è un politico centrafricano, Primo ministro della Repubblica Centrafricana dal febbraio 2022. 

## Carriera
Nel febbraio 2022 è stato nominato Primo Ministro della Repubblica Centrafricana e ricopre attualmente tale ruolo. 
È stato precedentemente Ministro della Pianificazione, dell'Economia e della Cooperazione nel Governo Dondra. 
È membro d'ufficio del consiglio di amministrazione dell'African Development Bank (AfDB)